# هوناتانیان

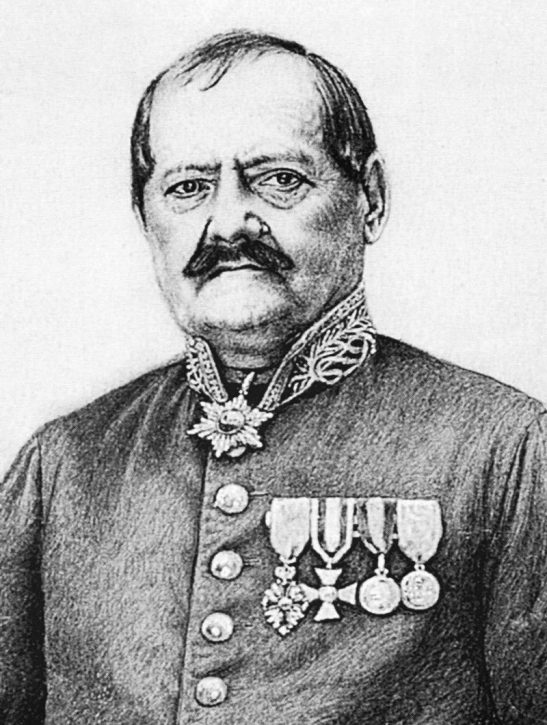

عائلة هوناتانیان (بالأرمنيَّة: Հովնաթանյաննե) هي عائلة أرمنيَّة بارزة من الرسامين، وقد تشمل خمسة أجيال من القرن السابع عشر إلى القرن التاسع عشر. تعود أصول عائلة هوناتانیان في الأصل إلى قرية شوروت في ناخيتشيفان في أذربيجان حالياً. وكان مقرهم في ناخيتشيفان ويريفان وتبليسي وفاغارشابات وسانت بطرسبرغ وبلاد فارس. كانت معظم أعمالهم مخصصة للمسيحية مثل الأعمال الأخرى في عصرهم.